# Пшеница
Пшени́ца (лат. Tríticum) — род травянистых, в основном однолетних, растений семейства Злаки, или Мятликовые (Poaceae), ведущая зерновая культура во многих странах.
Получаемая из зёрен пшеницы мука используется при выпекании хлеба, изготовлении макаронных и кондитерских изделий. Пшеница также используется как кормовая культура, входит в некоторые рецепты приготовления пива и водки, а также виски.

## Ботаническое описание
Однолетние травянистые растения 30—150 см высотой. Стебли прямостоячие, полые или выполненные. Влагалища почти до основания расщеплённые, на верхушке обычно с ланцетными ушками; язычки 0,5—2 (3) мм длиной, перепончатые, обычно голые. Листья 3—15 (20) мм шириной, обычно плоские, линейные или широколинейные, голые или волосистые, шероховатые. Корневая система мочковатая.
Общее соцветие — прямой, линейный, продолговатый или яйцевидный, сложный колос длиной от 3 до 15 см, с не распадающейся или распадающейся при плодах на членики осью. Колоски одиночные, расположены на оси колосьев двумя правильными продольными рядами, сидячие, все одинаковые, 9—17 мм длины, с (2) 3—5 тесно сближенными цветками, из которых верхний обычно недоразвит; ось колоска очень коротковолосистая, без сочленений, с короткими нижними члениками и более длинным самым верхним члеником.
Колосковые чешуи обычно 6—15 (редко 25—32) мм длиной, продолговатые или яйцевидные, кожистые, реже перепончатые, вздутые, неравносторонние, вверху неравнобоко усечённые, голые или коротковолосистые, с (3) 5—11 (13) жилками, из которых 1—2 жилки значительно более развитые и выступающие в виде более-менее крылатых килей, на верхушке с 1—2 зубцами, из которых более крупный иногда переходит в прямую ость до 5 см длиной.
Нижние цветковые чешуи 7—14 (реже 15—20) мм длиной, от яйцевидных до продолговатых, кожистые, гладкие, шероховатые или коротковолосистые, с 7—11 (15) жилками, без киля, на верхушке переходящие в зубец или ость до 18 см длиной; каллус очень короткий, тупой.
Верхние цветковые чешуи обычно немного короче нижних, по более-менее крылатым килям очень короткореснитчатые; цветковые плёнки в числе 2, обычно цельные, по краю реснитчатые.
Тычинок 3, с пыльниками 2—4,5 мм длиной. Зерновки 5—10 мм длиной, свободные, толстые, наверху слегка волосистые, овальные или продолговатые, глубоко желобчатые. Крахмальные зёрна простые.
Хромосомы крупные; основное число хромосом равно 7. К августу 2018 учёные окончательно расшифровали геном пшеницы.
Растения яровые или озимые.

## Таксономия
Triticum L., Species Plantarum 1: 85. 1753.
Для этого рода злаков Линней использовал классическое латинское название пшеницы, употреблявшееся ещё в Древнем Риме.

### Синонимы
Список:
- Spelta Wolf, Gen. Pl. [Wolf] 22. 1776. Basionym of Triticum sect. Spelta (Wolf) Dumort., Observ. Gramin. Belg. 94. 1824.
- Bromus Scop., Introd. 74. 1777. non Bromus L. 1753.
- Crithodium Link, Linnaea 9(1): 132, t.3. 1834.
- Gigachilon Seidl, Oekon.-Techn. Fl. Böhm. [Berchtold & al.] 1(2): 425. 1836. nom. inval.
- Nivieria Ser., An. Sci. Phys. Nat. Agric. Indust. (Lyon) 5: 114. 1842.
- Deina Alef., Landw. Fl.335. 1866.
- Frumentum E.H.L.Krause, Bot. Centralbl. 19(73): 339. 1898.
- Zeia Lunell, Amer. Midl. Naturalist 4: 225. 1915. non Zea L. 1753; nom. syn. of Agropyron Gaertn. 1770.

### Классификация
Род делится на 5 секций, включающих около 20 видов, а также содержит 10 гибридов (7 внутриродовых и 3 межродовых):
- Секция Monococcon Dum. (однозернянки) — диплоидные плёнчатые дикие виды и культивируемая однозернянка
Triticum boeoticum Boiss. — Пшеница беотийская, или Однозернянка дикая
Triticum monococcum L. — Пшеница однозернянка, или Однозернянка культурная
Triticum urartu Thumanjan ex Gandilyan — Пшеница Урарту
- Секция Dicoccoides Flaksb. (двузернянки) — тетраплоидные виды плёнчатых полб и голозёрные культивируемые виды
Triticum aethiopicum Jakubz. — Пшеница эфиопская
Triticum carthlicum Nevski — Пшеница карталинская
Triticum dicoccoides (Körn. ex Asch. & Graebn.) Schweinf. — Полба дикая
Triticum dicoccum Schrank — Двузернянка, или полба, или эммер
Triticum durum Desf. — Пшеница твёрдая
Triticum polonicum L. — Пшеница польская
Triticum turanicum Jakubz. — Пшеница туранская
Triticum turgidum L. — Пшеница тучная, или Пшеница английская
- Секция Triticum — гексаплоидные культивируемые виды
Triticum aestivum L. typus[1] — Пшеница мягкая, или обыкновенная
Triticum compactum Host — Пшеница плотноколосая
Triticum macha Dekapr. & Menabde — Пшеница маха
Triticum spelta L. — Пшеница спельта
Triticum sphaerococcum Percival — Пшеница шарозёрная
- Секция Timopheevii A.Filat. & Dorof. (тимофеева) — тетраплоидные плёнчатые полбы и гексаплоидные спельты
Triticum araraticum Jakubz. — Пшеница араратская — иногда рассматривается как подвид пшеницы Тимофеева под названием Triticum timopheevii araraticum
Triticum timopheevii Zhuk. — Пшеница Тимофеева
- Секция Compositum N.Gontsch. (коппозитум) — тетра-, гекса-, октаплоидные большей частью плёнчатые гибриды, полученные искусственно лабораторным путём
Triticum flaksbergeri Navr. — Пшеница Фляксбергера[2]
Triticum kiharae Dorof. & Migush. — Пшеница Кихара

Гибриды
- Triticum ×borisovii Zhebrak (1944) — Пшеница Борисова [= Triticum aestivum L. × Triticum timopheevii (Zhuk.) Zhuk.]
- Triticum ×dimococcum E.Schiem. & Staudt (1956) [= Triticum dicoccon (Schrank) Schübl. × Triticum monococcum L.]
- Triticum ×duelongatum Poleva (1995) [= Elymus elongatus (Host) Runemark × Triticum durum Desf.]
- Triticum ×duromedium Lubimova (1993) [= Elymus hispidus  (Opiz) Melderis × Triticum durum Desf.]
- Triticum ×edwardii Zhebrak (1944) — Пшеница Эдварда [= Triticum durum Desf. × Triticum monococcum L.]
- Triticum ×fungicidum Zhuk. (1944) — Пшеница грибобойная [= Triticum carthlicum Nevski × Triticum timopheevii (Zhuk.) Zhuk.]
- Triticum ×soveticum Zhebrak ex Thone (1944) — Пшеница советская [= Triticum durum Desf. × Triticum timopheevii (Zhuk.) Zhuk.][4]
- Triticum ×teres H.R.Jiang & X.X.Kong (1986) [= Aegilops tauschii Coss. × Triticum urartu Thumanjan ex Gandilyan]
- Triticum ×timococcum Kostov (1936) [= Triticum monococcum L. × Triticum timopheevii (Zhuk.) Zhuk.]
- Triticum ×turgidovillosum Tschermak (1930) [= Triticum durum Desf. × Triticum turgidum L.]

Разновидности пшеницы мягких и твердых сортов
К основным признакам, определяющим принадлежность сорта пшеницы к разновидности, являются следующие:
- присутствие или отсутствие на чешуйках колоса тонких заострённых отростков – остей (остистость);
- выраженность или невыраженность опушения на чешуе колоса (опушённость);
- цвет чешуек колоса (встречается условно белая, красноватая, близкая к чёрной);
- окраска тонких заострённых отростков (остей) на колосковых чешуйках, совпадающая с цветом колосьев или отличающаяся от неё (чаще всего чёрная – в случае белого или красноватого цвета колоса);
- цвет зерна, условно называющийся белым или красным.

### Сорта
Ни один злак не имеет столько видов и сортов, как пшеница. 
Традиционно, в зависимости от содержания белка, селекционеры подразделяют пшеницу на слабую, ценную и сильную со следующим показателями:
- Сильная пшеница: белок не менее 15%, клейковина не менее 28%.
- Ценная пшеница: белок не менее 13-14%, клейковина не менее 28%.
- Слабая пшеница: белок не менее 11%, клейковина – не менее 25%.
- Филлеры (от анг. filler – наполнитель): это высокоурожайные сорта пшеницы, дающие зерно удовлетворительного качества (соответствует пшенице 5 класса).

Помимо сорта на качество пшеницы влияют агрономические приемы: дробное применение аммиачной селитры (вместо карбамидно-аммиачной смеси или мочевины) и позднее внесение серы вместе с азотом. Применение серосодержащих азотных удобрений повышает не только качество (содержание белка и клейковины), но и урожайность пшеницы.
Мука из сильной пшеницы образует упруго-пластичное, способное выдерживать длительное брожение в процессе механической обработки, тесто. Хлеб из такой муки имеет большой объем (450-500 мл из 100 г). Класс пшеницы определяется по наихудшему значению одного из показателей. Пшеница 1-4 классов предназначена для продовольствия, а 5-го класса - для непродовольственных целей. Сильные сорта могут сформировать зерно 1-го или 2-го класса обладающее лучшими показателями качества, способное не только давать хороший хлеб, но и улучшить муку из слабой пшеницы, если к ней подмешать 20-25% сильной муки .
Колос у мягких пшениц шире и короче, чем у пшениц твёрдых, зато у последних наружные плёнки облегают колоски гораздо плотнее, почему зерна из них на корню не осыпаются, но труднее выделяются при молотьбе. Польские пшеницы по длине колоса похожи на тростник, плёнки их сравнительно очень длинны, что так характерно определяет эти пшеницы. Большой колос тургидных пшениц густо усажен колосками и несколько разжат в ширину.
Мягкие пшеницы имеют соломину тонкостенную и по всей длине полую, тургидные, напротив, имеют соломину толстостенную и вверху близ колоса заполненную губчатой массой, а твёрдые и польские пшеницы такой массой заполнены бывают всегда.
Также у пшениц отличается величина остей. У мягких пшениц остей или вовсе не бывает, или они сравнительно не длинны — не превышают длины колоса. У тургидных ости всегда бывают и несколько более развиты, чем у пшениц мягких, но особенно по длине остей и сильному развитию их выделяются пшеницы твёрдые. Они в 2—3 раза бывают длиннее колоса. У польских пшениц ости также довольно длинные.
Названные группы пшениц также отличаются зёрнами. Эти отличия касаются как внешнего вида зёрен, так и химического состава. Одни зёрна более короткие, в середине пузатые, другие, напротив, более длинные и ребристые, чем широкие. (Особенно длинны зёрна у пшеницы польской, чем она похожа на зёрна ржи, почему прежде называли такую пшеницу исполинской (ассирийской или египетской) рожью). У одних зёрна при раздавливании легко сплющиваются и обнаруживают внутренность белую, мучнистую, у других, напротив, от раздавливания зёрна распадаются на неправильные куски и внутренность их прозрачная с желтоватым оттенком. Последние называются стекловидными: они обыкновенно хрупки и тверды; мучнистые же, наоборот, мягки. Связь между частицами у мучнистых зёрен сравнительно слабая, у стекловидных же гораздо значительнее.
Разработанные Национальным центром зерна сорта с высоким уровнем морозостойкости и засухоустойчивости, а также толерантные к корневым гнилям, позволяют нарастить урожайность до 140 центнеров с гектара.
В Российский Государственный реестр селекционных достижений, допущенных к использованию в 2022 году, включено 374 сорта пшеница мягкая озимая, 296 сортов пшеница мягкая яровая, 61 сорт пшеница твёрдая яровая, 32 сорта пшеница твёрдая озимая, 7 сортов пшеницы полба, 4 сорта пшеницы шарозерная  озимая, 2 сорта Донской янтарь и Терра пшеницы тургидная озимая, сорт Каныш пшеницы тургидная яровая и сорт Алькоран пшеницы спельта.
Россельхозцентр обнародовал ТОП-10 сортов пшеницы яровой и пшеницы озимой по объёмам высева для 2021—2022, 2020—2021 и 2018—2019 годов.

## История
Культурная пшеница происходит из ближневосточного региона, известного как плодородный полумесяц. Судя по сравнению генетики культурной и дикой пшеницы, наиболее вероятная область происхождения культурной пшеницы расположена близ современного города Диярбакыр в юго-восточной Турции. Н. И. Вавилов считал основной родиной пшеницы Армению.
Пшеница была одним из первых одомашненных злаков, её культивировали ещё в самом начале неолитической революции. Можно с уверенностью утверждать, что древние люди могли использовать в пищу дикорастущую пшеницу, однако особенность дикой пшеницы — её зёрна осыпаются сразу же после созревания, и их невозможно собрать. Вероятно, по этой причине древние люди использовали в пищу незрелые зёрна. Напротив, зёрна культурной пшеницы держатся в колосе до тех пор, пока не будут выбиты при обмолоте. Анализ древних колосков, найденных археологами, показывает, что в период от 10 200 до 6500 лет назад пшеница была постепенно одомашнена — постепенно повышался процент зёрен, несущих ген, дающий устойчивость к осыпанию. Как видно, процесс одомашнивания занимал очень длительное время, и переход к современному состоянию происходил скорее под влиянием случайных факторов, а не был результатом целенаправленной селекции. Исследователи отмечают, что селекция первых сортов осуществлялась по прочности колоса, который должен выдерживать жатву, по устойчивости к полеганию и по размеру зерна. Это вскоре привело к утрате культурной пшеницей способности размножаться без помощи человека, так как её способность к распространению зёрен в диких условиях была сильно ограничена.
Исследователи выделяют три местности в северном Леванте, где наиболее вероятно произошло появление культурной пшеницы: близ населённых пунктов Иерихон, Ирак-эд-Дубб и Тель-Асвад, а несколько позже и в юго-восточной Турции.
Распространение культурной пшеницы из региона её происхождения отмечается уже в 9 тысячелетии до н. э., когда она появилась в районе Эгейского моря. Индии пшеница достигла не позже 6000 г. до н. э., а Эфиопии, Пиренейского полуострова и Британских островов — не позже 5000 г. до н. э. Ещё через тысячу лет пшеница появилась в Китае. Предполагают, что одомашнивание пшеницы могло происходить в разных регионах, но дикая пшеница произрастает далеко не везде, и археологические доказательства её раннего одомашнивания где-либо, кроме Ближнего Востока, отсутствуют.
В 7 тысячелетии до н. э. культуры пшеницы стали известны племенам культуры Неа-Никомедия в Северной Греции и Македонии, а также распространились в Северную Месопотамию — хассунская культура, культура Джармо.
К 6 тысячелетию до н. э. культура пшеницы распространилась в северные области (буго-днестровская культура, культура Караново в Болгарии, культура Кёрёш в Венгрии, в бассейне реки Кёрёш).
В 6 тысячелетии до н. э. племена тасийской культуры принесли культуру пшеницы в северо-восточную Африку (Средний Египет).
К началу нашей эры растение известно практически по всей территории Азии и Африки; в эпоху римских завоеваний злак начинают культивировать в разных уголках Европы. В XVI—XVII веках европейские колонисты завезли пшеницу в Южную, а потом и в Северную Америку, на рубеже XVIII—XIX веков — в Канаду и в Австралию. Так пшеница получила повсеместное распространение.

## Производство
По данным ФАОСТАТ, на 2012 площадь посевов пшеницы составляет 215,5 млн.га — это самая большая площадь среди всех сельскохозяйственных культур (на втором месте кукуруза — 177,4 млн.га, на третьем месте рис — 163,2 млн.га).
Лидерами по выращиванию пшеницы являются Китай, Индия, Россия и США.
| Страна       | 1985 | 1995  | 2005 | 2013  | 2014  | 2016  | 2018  | 2022 |
| ------------ | ---- | ----- | ---- | ----- | ----- | ----- | ----- | ---- |
| Китай        | 85,8 | 102,2 | 96,2 | 121,7 | 126,2 | 131,7 | 131,4 | 132  |
| Индия        | 44,1 | 65,8  | 72,0 | 93,5  | 94,5  | 93,5  | 99,7  | 102  |
| СССР/ Россия | 41,2 | 30,1  | 45,5 | 52,1  | 59,7  | 73,3  | 72,1  | 74   |
| США          | 66,0 | 59,4  | 57,1 | 58,0  | 55,4  | 62,9  | 51,3  | 52   |
| Франция      | 28,8 | 30,9  | 36,9 | 38,6  | 39,0  | 29,5  | 35,8  | 39   |
| Канада       | 24,3 | 25,0  | 25,5 | 37,5  | 29,3  | 30,5  | 31,8  | 33   |
| Пакистан     | 11,7 | 17,0  | 21,6 | 24,2  | 26,0  | 26,0  | 25,1  | 26   |
| Украина      |      | 13,5  | 18,7 | 22,8  | 24,1  | 26,1  | 24,7  | 29   |
| Австралия    | 16,0 | 16,5  | 24,1 | 22,89 | 25,3  | 22,3  | 20,9  | 24   |
| Германия     | 13,8 | 17,8  | 23,6 | 25,0  | 27,8  | 24,5  | 20,3  | 23   |
| Турция       | 17,0 | 18,0  | 21,0 | 22,1  | 19,0  | 20,6  | 20,0  | 19   |
| Аргентина    |      | 15,9  | 16,0 | 8,0   | 13,9  | 18,6  | 18,5  | 17   |

Начиная с «хрущёвского» периода, СССР импортировал пшеницу, занимая, однако, с 70-х и до начала 90-х первое место в мире по её производству.
Импорт пшеницы был обусловлен ежегодными колебаниями урожайности из-за климата и нахождения значительной части посевных площадей в зоне рискованного земледелия, конъюнктурой мирового зернового рынка и необходимостью поддерживать собственное животноводство в условиях 5-7 месячного стойлового содержания скота.
В 1986—1990 годах по РСФСР в среднем за год валовый сбор зерновых культур составил 105 млн т, а с начала 70-х — превышал 100 млн т.
По различным оценкам, мировое производство пшеницы в 2005 составило 613—615,5 млн тонн, в том числе кормовая пшеница — около 105 млн тонн, продовольственная — около 435 млн тонн, неизвестной сортности — около 75 млн тонн.
Было произведено в 2005:
- в ЕС — 123 млн тонн,
- в Китае — 96 млн тонн,
- в Индии — 72 млн тонн,
- в США — 57 млн тонн,
- в России — 48 млн тонн,
- в Австралии — 25 млн тонн,
- на Украине — 18 млн тонн,
- в Аргентине — 12 млн тонн.

В апреле 2010 года газета «Le Figaro» писала, что производство пшеницы в России может впервые в истории превысить её урожай в США. По мнению газеты, такой показатель является результатом новой российской сельскохозяйственной стратегии. Однако необычайно жаркая погода в России летом 2010 года, характеризующаяся превышением климатической нормы на 10 градусов и более, а также малым количеством осадков, исключила подобное развитие событий. Собрать удалось около 40 млн тонн, причём в некоторых регионах России урожай пшеницы погиб, что сказалось на общемировых ценах.
В 2014 году по данным ФАОСТАТ общий объём производства пшеницы в мире составил 729 млн тонн. По отношению к показателям 2004 года за 10 лет объём производства вырос на 15,3 %.

### Производство в России
Основные регионы по сбору пшеницы Ростовская область, Краснодарский край, Ставропольский край, Алтайский край, Волгоградская область и Воронежская область.
В 2021 году в России собрано 75,9 млн тонн пшеницы, в том числе твёрдой пшеницы 735 тыс. тонн (+2,3 % к 2020 году). Посевная площадь твердой пшеницы в 2022 году вырастет до 790,7 тыс. га (с 2017 года она составляла 650—700 тыс. га). По прогнозу Минсельхоза, к 2025 году производство твердых сортов пшеницы достигнет 1,8 млн тонн, чему будет способствовать увеличение посевных площадей в России на 35 % и внедрение интенсивных сортов и технологий.
Около 80 % валового сбора твёрдой пшеницы приходится на Алтайский край, Оренбургскую, Челябинскую, Омскую, Саратовскую, Самарскую и Волгоградскую области.
Как следует из презентации Минсельхоза РФ, в 2022 году площадь посевов под пшеницей составит 29,535 млн гектаров (+818,1 тыс.га).
Россельхозцентр Минсельхоза России публикует рейтинги: ТОП-10 сортов пшеницы яровой и ТОП-10 сортов пшеницы озимой по объемам высева сравнительно для 2019 и 2020 годов , сравнительно для 2020 и 2021 годов..

### Урожайность по странам
|                                                                    | Страна         | 2010 | 2011 | 2012 | 2013 | 2020 |
| ------------------------------------------------------------------ | -------------- | ---- | ---- | ---- | ---- | ---- |
| 1                                                                  | Новая Зеландия | 81   | 73   | 89   | 91   | 99   |
| 2                                                                  | Бельгия        | 88   | 84   | 85   | 89   | 89   |
| 3                                                                  | Нидерланды     | 89   | 78   | 86   | 87   | 86   |
| 4                                                                  | Дания          | 66   | 65   | 74   | 73   | 81   |
| 5                                                                  | Германия       | 73   | 70   | 73   | 80   | 78   |
| 6                                                                  | Ирландия       | 86   | 99   | 72   | 90   | 78   |
| 7                                                                  | Замбия         | 63   | 63   | 68   | 65   | 74   |
| 8                                                                  | Швеция         | 54   | 54   | 62   | 58   | 72   |
| 9                                                                  | Великобритания | 77   | 77   | 67   | 74   | 70   |
| 10                                                                 | Франция        | 64   | 62   | 76   | 73   | 67   |
| 11                                                                 | Египет         | 56   | 65   | 66   | 67   | 64   |
| 12                                                                 | Люксембург     | 60   | 55   | 59   | 64   | 61   |
| 13                                                                 | Намибия        | 61   | 61   | 62   | 62   | 60   |
| 14                                                                 | Чили           | 58   | 58   | 49   | 58   | 60   |
| 15                                                                 | Китай          | 47   | 48   | 50   | 51   | 57   |
| 16                                                                 | Италия         | 37   | 38   | 41   | 38   | 39   |
| 17                                                                 | Украина        | 27   | 34   | 28   | 34   | 38   |
| 18                                                                 | Канада         | 28   | 30   | 29   | 36   | 35   |
| 19                                                                 | Индия          | 28   | 30   | 32   | 32   | 34   |
| 20                                                                 | США            | 31   | 29   | 31   | 32   | 33   |
| 21                                                                 | Россия         | 19   | 23   | 18   | 22   | 30   |
| 22                                                                 | Турция         | 24   | 27   | 27   | 28   | 30   |
| 23                                                                 | Аргентина      | 27   | 35   | 32   | 27   | 29   |
| 24                                                                 | Пакистан       | 26   | 28   | 27   | 28   | 29   |
| 25                                                                 | Бразилия       | 28   | 27   | 23   | 27   | 26   |
| 26                                                                 | Австралия      | 16   | 20   | 22   | 18   | 15   |
| —                                                                  | По всему миру  | 30   | 32   | 31   | 33   |      |
| Источник: Продовольственная и сельскохозяйственная организация ООН |                |      |      |      |      |      |

Урожайность мягкой пшеницы в странах ЕС составляет 55 ц/га (5,5 т/га, или 550 т/км2), средняя урожайность в мире 22,5 ц/га. Максимальная урожайность до 98 ц/га (9,8 т/га, или 980 т/км2). В 2016 году средняя урожайность в России составила 26,8 ц/га, при этом она сильно разнится по регионам в зависимости от климатических условий. В Краснодарском крае урожайность достигает 58,5 ц/га. На Украине средняя урожайность составляет 42,1 ц/га.

### Мировая торговля пшеницей
В 2014 году по данным Всемирной торговой организации общий объём экспорта пшеницы в мире составил 175,2 млн тонн. За 5 лет мировая торговля пшеницей выросла на 15,1 %, за 10 лет — на 46,2 %.
17 мая 2022 на торгах на европейской бирже Euronext стоимость тонны пшеницы достигла показателя в €435. 11 мая 2022 на товарно-сырьевой бирже Чикаго цены на продовольственную пшеницу подобрались к $400/тонну. Причинами повышения стоимости зерна называют последствия антироссийских санкций, а также аномальную жару в Индии — втором по величине производителю пшеницы.

### Страны-экспортёры
В 2014 году первую десятку стран-экспортёров составили (млн. тонн):
1. США — 25,6
2. Канада — 24,1
3. Россия — 22,1
4. Франция — 20,4
5. Австралия — 18,3
6. Германия — 10,9
7. Украина — 10,5
8. Румыния — 4,9
9. Казахстан — 4,2
10. Индия — 3,9

В 2016 году в мировые лидеры по экспорту пшеницы вышла Россия (25 млн тонн), за ней шли США (24 млн тонн), Канада и Австралия (по 20 млн тонн), Украина и Франция (по 18 млн тонн).
В 2017 году первую десятку стран-экспортёров составили (млн. тонн):
1. Россия — 33,0
2. США — 27,3
3. Канада — 22,1
4. Австралия — 22,0
5. Украина — 17,3
6. Франция — 15,2
7. Аргентина — 13,1
8. Германия — 7,9
9. Румыния — 5,8
10. Казахстан — 4,3

### Страны-импортёры
В 2014 году по данным Всемирной торговой организации пшеницу импортировали 180 стран. При этом, в четырёх странах объёмы импорта превысили 7 млн тонн.
В 2014 году первую десятку стран-импортёров составили (млн. тонн):
1. Италия — 7,5
2. Индонезия — 7,4
3. Алжир — 7,4
4. Иран — 7,1
5. Мозамбик — 5,9
6. Бразилия — 5,8
7. Япония — 5,8
8. Турция — 5,3
9. Марокко — 5,2
10. Испания — 4,8

Страны Ближнего Востока и Северной Африки существенно зависят от поставок пшеницы из России и Украины, эти две страны обеспечивают примерно половину всех поставок. При этом, в связи с российско-украинским кризисом 2022 года, эксперты высказывали опасения, что логистические цепочки будут разрушены и в регионе возникнет дефицит хлеба.

## Использование
Пшеница прежде всего широко используется как пищевая, техническая и кормовая культура.
Из зёрен пшеницы изготавливают муку, крупы, спирт, масло.
Мука используется при выпекании хлеба, изготовлении макаронных и кондитерских изделий.
Крупы, получаемые из пшеницы: манная, кус-кус, булгур, фрике.
Пшеница также идёт на корм сельскохозяйственных животных и входит в некоторые рецепты приготовления ряда спиртных напитков, например пива и водки, а также виски.

### В животноводстве
По отчёту ООН, до 90 % произведённого зерна пшеницы уходит на корм скоту. На корм жвачным животным используют также зелёную массу, сенаж, солому.

### В медицине
Пшеничный крахмал (лат. Amylum Tritici) содержится в зёрнах. Зёрна могут быть крупными, размером 26—30 мкм или мелкими — 6—7 мкм, круглыми или плоские. Применяется в медицине в присыпках и мазях, как обволакивающее (в клизмах), в хирургии для неподвижных повязок из крахмальных бинтов.
Зародыши пшеницы содержат значительное количество питательных и биологически активных веществ. 
В медицине и косметологии экстракт зародышей пшеницы предлагается как средство, обладающее противоожоговым эффектом, ускоряющее заживление ран, язв и ожогов. Это обусловлено влиянием экстракта зародышей пшеницы на фибробласты, которые играют основную роль в заживлении ран и активации грануляционного процесса. Под влиянием экстракта зародышей пшеницы происходит увеличение количества фибробластов (повышение митоза) и проникновение фибробластов в рану, повышению активности орнитиндекарбоксилазы и гидролиза фосфолипида инозитола, увеличению ёмкости синтеза и высвобождению гликозаминогликанов и коллагеновых волокон, что играет решающую роль в процессе затягивания раны.
В косметологии используется также в качестве омолаживающего средства. Благодаря содержанию селена и каротиноидов, которые обладают антиоксидантными свойствами, зародыши пшеницы препятствуют действию свободных радикалов. Таким образом экстракт зародышей пшеницы укрепляет стенки сосудов, предупреждает старение и появление опухолей.

### Во флористике
Колосья пшеницы используются во флористике для придания композициям и букетам деревенского колорита. Кроме того, из колосков и стеблей плетут различные игрушки и украшения. Во флористическом дизайне принято латинское название этого злака — Triticum.

## Пшеница в культуре

### Религия
В Священном Писании Земля Обетованная почти постоянно называется землёй пшеницы (видимо, из-за изобилия этого злака): злачное место (буквально «хлебное место») или Рай. Известна евангельская притча о работнике, засеявшем поле пшеницей: пока он спал, его враг посеял между рядами пшеницы сорную траву — плевелы. Работник дал зерну созреть и только потом отделил хорошее зерно от плохой травы. Иисус так растолковал значение притчи своим ученикам: враг — это сатана, хорошее и плохое семя — праведник и грешник, а жатва — синоним Страшного суда, когда жнецы, Божьи ангелы, явятся отделить избранных от осуждённых.

### Искусство
В христианском искусстве пшеница символизирует хлеб причастия в соответствии со словами Спасителя, преломившего хлеб на Тайной вечере: «…приимите, ядите: сие есть Тело Мое».
Метафора пшеницы и связанные с ней метафоры зерна и хлеба используются в нескольких произведениях поэта О. Э. Мандельштама (статьях «Слово и культура», «Пшеница человеческая», стихотворениях «Люблю под сводами седыя тишины…», «А небо будущим беременно…») и обозначают поэзию, религию, будущее человечества, «большую народность» Европы.
- Изобразительное искусство
- Якоб Рёйсдал
Пшеничные поля, около 1670
- Джон Линнелл
Уборка урожая, 1859
- Николай Пимоненко
Жатва на Украине, 1896

### Народные приметы
- Не сей пшеницы прежде дубового листа[61].
- Сей пшеницу, когда черёмуха зацветёт.

### Поговорки
- Пшеничка кормит по выбору, а матушка-рожь — всех сплошь.
- Рожь сей в золу, а пшеницу в пору.
- Хвали пшеницу в стогу.
- Когда пшеничка тучная, тогда и уборка нескучная.
- Удобришь землицу — снимешь пшеницу.
- Матушка рожь кормит всех дураков сплошь, а пшеничка по выбору.
- Пшеница в поле метёлкой, в мешке – жемчугом.
- Рожь да пшеница годом родится, а добрый человек всегда пригодится.
- Пшеница – ржи богатая сестрица.
- Пшеница – среди злаков царица.
- Слепой курице всё пшеница.
- Посеем в пору, соберем зерна гору.